# Victoria Tower Gardens
Els Jardins de la Torre Victòria (oficialment Victòria Tower Gardens en anglès) és un parc públic al llarg de la riba nord del Tàmesi, a Londres.
Com el seu nom ho suggereix és adjacent a la Torre Victòria en el cantó suroccidental del Palau de Westminster. El parc s'estén cap al sud des del palau fins al Pont Lambeth, entre Millbank i el riu.